# Рымбаева, Роза Куанышевна
Ро́за Куаны́шевна Рымба́ева (28 октября 1957, станция Джангизтобе, Семипалатинская область, Казахская ССР) — советская и казахстанская эстрадная певица, киноактриса, педагог, профессор, телеведущая и модель.
Герой Труда Казахстана (2019), Народная артистка Казахской ССР (1986), Заслуженная артистка Республики Узбекистан (1994), Заслуженный деятель культуры Кыргызской Республики (1994). Народная артистка Кыргызской Республики (2024). Двукратный лауреат премии Ленинского комсомола (1976, 1981), лауреат Государственной премии Казахстана (2004). За обладание выдающимися вокальными данными в массовой культуре называлась «Соловьем Средней Азии» или «Золотым голосом Казахстана».

## Биография
Родилась 28 октября 1957 года на 9-м разъезде станции Джангизтобе в Семипалатинской области, там же окончила школу-интернат. В семье 8 детей. Отец — железнодорожник, умер в 2014 году. Мать Айту — домохозяйка, умерла в 2013 году..
Старший брат также стал музыкантом. В детстве он оказал на будущую певицу огромное влияние. После школы Рымбаева три года училась в Семипалатинском музыкальном училище.
В 1975 году впервые участвовала в конкурсе песни, посвящённом 30-летию Победы в Великой Отечественной войне. Там её заметил главный дирижёр республиканского молодёжно-эстрадного ансамбля «Гульдер» Таскын Окапов и пригласил солисткой в ансамбль.
В 1976—1979 годах — солистка республиканского молодёжно-эстрадного ансамбля «Гульдер», с 1979 года — солистка эстрадного ансамбля «Арай», где директором и художественным руководителем был её муж Таскын Окапов.
Известность пришла к певице в июне 1977 на Фестивале «Золотой Орфей» (Болгария), где она получила Гран-При за исполнение песни «Алия», посвященную памяти снайпера Великой Отечественной войны Алии Молдагуловой.
В 1977 году Роза Рымбаева приняла участие в программе «Голоса друзей» с песней «Леди карнавал» (музыка К. Свободы, слова И. Штайдла, русский текст О. Гаджикасимова).
Наибольшая популярность певицы пришлась на 1977—1979 годы, когда она выходила в финалы фестиваля «Песня года», а в 1978 году даже была третьей среди лучших певиц СССР в хит-параде «Звуковая дорожка», сразу после Аллы Пугачевой и Софии Ротару.
С 1979 года солистка Республиканского концертного объединения «Казахконцерт», с 1995 года совмещает работу преподавателя Казахской Академии искусств имени Т. Жургенова.
В 1984 году окончила факультет музыкально-драматической комедии Театрально-художественного института в Алма-Ате.
В 2000 году вновь приняла участие в финале «Песни года» в Москве с песней композитора Раймонда Паулса на стихи Роберта Рождественского «Любовь настала».
В 2008 году несла факел с огнём Олимпийских игр в Пекине. В 2011 году исполнила гимн и несла факел VII зимних Азиатских игр, которые проходили в Казахстане.
В 2012 году состоялось концертное турне по Японии, России, Турции и Белоруссии.
В 2014 году приняла участие в Днях Казахстана в Санкт-Петербурге, выступала на сцене Михайловского театра. Весной прошли гастроли в Волгограде, где певица пела в сопровождении местного эстрадно-симфонического оркестра.
В 2015 году Роза Рымбаева и её старший сын Али Окапов приняли участие в клипе Александра Шумского «Наш бешбармак свеж», и это вызвало неоднозначную реакцию публики.
В 2017 году состоялся большой сольный концерт в Астане, посвящённый 60-летнему юбилею певицы.
В октябре 2021 года дважды стала участницей шоу телеканала «Россия-1» «Дуэты».
В 2023 году выступила на фестивале «Голос Азии».
В 2024 году возглавила жюри на конкурсе «Славянский базар 2024» в Витебске.
Живёт в городе Алма-Ате.

## Семья
Муж — Таскын Окапов (1948—1999), сыновья — Али Окапов, эстрадный певец, танцор, композитор, продюсер (1991) и Мади Рымбаев (2000). С 2020 года Али Окапов женат на солистке группы «Асыл» Акерке Буркитбай..
17 февраля 2023 года у Розы Рымбаевой родился внук Зейин – сын Али и Акерке.
Спустя два года после смерти мужа Роза Рымбаева взяла на воспитание двоих его племянниц — Алию и Маншук (их родители умерли).
Роза Рымбаева получила своё имя в честь певицы Розы Баглановой. В 2013 году стала лицом итальянского Дома моды.

## Голос
Голос Розы Рымбаевой классифицируют как лирическое сопрано с диапазоном ровно четыре октавы. Её также называют «Золотым голосом Казахстана» и «Поющим соловьём Средней Азии».

## Дискография

### Сборники
- 1977 — 2LP «Всесоюзный телевизионный конкурс молодых исполнителей „С песней по жизни“» (сборник), СССР.[16].
- 1979 — EP «Роза Рымбаева/Джо Дассен», СССР.
- 1984 — EP «Кругозор № 3/1984» (сборник), СССР.
- 1986 — LP «Ласковый дождь» (сборник), СССР.
- 1986 — LP «Soviet Superhits» (сборник), Финляндия.[17]
- 1986 — LP «С тобою, музыка» (сборник), СССР.
- 1987 — LP «Т. Кажгалиев. „Мечта“» (сборник), СССР.
- 1991 — LP «Фестиваль „Голос Азии“» (сборник), СССР.
- 2007 — 5CD «Союз нерушимый (Песни и танцы народов СССР)» (сборник), Россия.

### Сольные альбомы
- 1977 — EP «Голямата Награда Златния Орфей 1977». Болгария.
- 1978 — EP «Поёт Роза Рымбаева», СССР.[18]
- 1978 — EP «Поёт Роза Рымбаева», СССР.[19]
- 1978 — EP «Поёт Роза Рымбаева», СССР.[20]
- 1983 — LP «Výlet do zlaté stepi», Чехословакия.[21]
- 1985 — LP «Роза Рымбаева и ансамбль „Арай“», СССР.
- 1987 — LP «Поёт Роза Рымбаева», СССР.
- 1988 — LP «Роза Рымбаева Сейдолла Байтерековтың Әндерін Oрындайды», СССР.
- 2003 — CD «Ademi-au» (Тандаулы андер — Избранные песни), Казахстан.
- 2005 — CD «Роза Рымбаева» (серия «Имена на все времена»), Россия.
- 2006 — CD «Сенімен біргемін» (С тобой вместе), Казахстан.
- 2007 — DVD+CD «30 лет на сцене» (3 диска DVD — три концерта (Москва, СПб, Алма-Ата) и документальный фильм «Роза» плюс один CD «Ертеніме сенемін» (Верю в завтра), Казахстан).[22]
- 2007 — CD «Роза Рымбаева» (в серии «Золотая коллекция ретро»), Россия.
- 2007 — MP3 «Любовь настала» (в серии «Имена на все времена»), Россия.
- 2009 — МР3 «Роза Рымбаева» (в серии «Золотая коллекция ретро»), Россия.
- 2009 — CD «Вечная весна» (песни советских и казахских композиторов), Казахстан.[23]
- 2010 — CD «Жерім жанаттым» (Песни Еркена Интыкбаева), Казахстан.
- 2016 — DVD «40 лет на сцене. Ертеңiме сенемін» (LIVE), Казахстан.

## Фильмография
- 1976 — телевизионный фильм «Первая песня», студия «Казахтелефильм».
- 1982 — главная роль в советско-чехословацком фильме «До свидания, Медео» («Revue na zakázku»)[24]
- 1999 — участие в программе «Женский взгляд». Роза Рымбаева, НТВ (Россия).
- 2001 — документальный фильм «Роза», реж. Ж. Сабирова.
- 2002 — документальный цикл «Хвост кометы». Роза Рымбаева, режиссёр А. Бурыкин (Россия).
- 2010 — сюжет в программе «И снова здравствуйте!», НТВ (Россия).
- 2019 — «Келинка тоже человек-2», камео (реж. Аскар Узабаев)

## Награды и звания

#### Награды Казахстана
- Орден «Парасат» (2000) за большой вклад в развитие отечественной эстрады из рук президента РК в Акорде.[25]
- Премия Тарлан (2002)
- Орден «Курмет» (2004)
- Лауреат Государственной премии Республики Казахстан (2004) за концертные программы 1999 - 2003 годов
- Орден «Звезда созидания» (2004)
- Медаль «10 лет Астане» (2008)
- Медаль «20 лет независимости Республики Казахстан» (2011)
- Медаль «25 лет независимости Республики Казахстан» (2016)
- Орден Достык ІІ степени (2016)[26]
- Медаль «20 лет Астане» (2018)
- Звание «Герой Труда Казахстана» с вручением знака особого отличия Золотая Звезда и ордена Отан (2019)[27]
- Медаль «Народная благодарность» (23 июня 2020 года);[28]
- Звание «Почётный гражданин Алматы» (2020);[29][30]
- Звание «Почётный гражданин Восточно-Казахстанской области» (24 декабря 2020 года);[31]
- Медаль «30 лет независимости Республики Казахстан» (2021)
- Звание «Почётный гражданин Абайской области» (14 декабря 2024 года);[32]

#### Награды СССР и других стран
- Первая премия Республиканского конкурса самодеятельности (1975)
- Лауреат премии Ленинского комсомола (1976)
- «Гран-при», всесоюзный телевизионный конкурс «С песней по жизни» (1977)
- «Гран-при» фестиваля «Золотой Орфей», Болгария (1977)
- Специальная премия Польского комитета телевидения и радио в рамках фестиваля в Сопоте, Польша (1977)
- Заслуженная артистка Казахской ССР (1979)
- Лауреат премии Ленинского комсомола (1981) — за высокое исполнительское мастерство и активную пропаганду советской песни
- «Гран-при» «Гала-1983», Куба (1983)
- «Гран-при» «Алтын микрофон», Турция (1986)
- Народная артистка Казахской ССР (1986)
- Орден Дружбы Народов (1991)
- Народный артист Кыргызской Республики (12 апреля 2024 года) — за большой вклад в социально-экономическое развитие Кыргызской Республики и укрепление сотрудничества между Кыргызской Республикой и Республикой Казахстан[33][34]
- Заслуженный деятель культуры Кыргызской Республики (18 марта 1994 года) — за большие заслуги в развитии и обогащении национальных культур, укреплении дружбы между казахским и кыргызским народами[35][36]
- Заслуженный артист Республики Узбекистан (1994)[37]
- Премия за вклад в развитие музыкальной индустрии Казахстана Премии Муз-ТВ «Гравитация» (2015)
- Специальная награда президента Республики Беларусь «Через искусство — к миру и взаимопониманию» (2018)
- Победительница в номинации "Честь и достоинство" премии "Национальное величие" в России (2018)
- Специальная премия "Человек года-2018" в Украине в номинации "За вклад в развитие культуры и искусства" (2018)

#### Другие
- 2000 — «Человек года» в номинации «Звезда эстрады»
- 2005 — открытие именной звезды на Площади Звёзд Эстрады в Москве
- 2008 — открытие именной звезды в Караганде (после Бибигуль Тулегеновой)
- 2018 — открытие именной звезды в Витебске, в рамках международного конкурса «Славянский базар»
- 2019 — присвоено звание «Почетный профессор» Казахского Национального университета искусств
- 2024 — Орден «Бейбітшілік пен Келісім» — «Мир и Согласие» (Православная Церковь Казахстана)[38]